# آبتسفورد، نیوساوت ولز
آبتسفورد (به انگلیسی: Abbotsford) یک حومه شهر در استرالیا است که در نیو ساوت ولز واقع شده‌است.